# Augustin Banyaga
Augustin Banyaga (Kigali, 1947. március 31. –) ruandai születésű amerikai matematikus.

## Életpályája
A PhD fokozatát a Genovai Egyetemen szerezte meg 1976-ban André Haeflinger témavezető alatt. Jelenleg a matematika professzora a Pennsylvaniai Állami Egyetemen. Kutatási területe a szimpletikus topológia és a kontakt geometria. Jelentős eredményeket ért el ezeken a területeken különösképpen a diffeomorfizmusos csoportok szerkezetében. Az Erdős-száma 3.

## Referencia

### Cikkek
- JSTOR A. Banyaga, A note on Weinstein's conjecture, Proceedings of the American Mathematical Society 123 (1995), 12., 3901–3906.
- JSTOR A. Banyaga, On Isomorphic Classical Diffeomorphism Groups. I., Proceedings of the American Mathematical Society 98 (1986), 1., 113–118.

### Könyvek
- A. Banyaga. The Structure of Classical Diffeomorphism Groups. Kluwer Academic Publishers (1997). ISBN 0-7923-4475-8
- A. Banyaga, D. Hurtubise. Lectures on Morse Homology. Kluwer Academic Publishers (2004). ISBN 1-4020-2695-1